# 아나 아폰수 데 레앙
아나 아폰수 데 레앙(Ana Afonso de Leão, 1625년 5월 6일 ~ 1712년 8월 30일)은 17세기 콩고 왕국 마니콩고이자 콩고 왕국 최초 여군주였다.

## 생애
알바루 1세의 서손녀(庶孫女)인 그녀는 본부인 1명과 측실 6명을 거느렸던 피에르 음벰바(Pierre Mbemba, 1579~1648, 알바루 1세의 서차자(庶次子))의 슬하 9남 3녀 가운데 서삼녀(庶三女)이자 막내로 출생하였으며 13세 시절이던 1638년에 결혼을 하여 사저(私邸)에서 왕위에 관심 없이 30년 넘도록 요리사(料理師)로 활약하며 헐벗은 일반 서민들에게 무료 식사를 제공하는 등 콩고 왕국 상 살바도르의 성자로 일컬어졌던 그녀는 1669년 7월 20일을 기하여 친정 조카손자뻘인 알바루 9세로부터 덕업(德業)을 존경받아 후계공족(後繼公族)으로 책봉(책립)되었으며 1670년 1월 8일을 기하여 알바루 9세에게 보위를 선위받았다. 그녀도 왕위에 오른 후 1670년 2월 15일을 기하여 친정 이복 서얼 조카 세바스티앙(1634~1670) 공을 후계공(後繼公)으로 책립(책봉)하였으며 1670년 4월 15일을 기하여 친정 이복 서얼 조카 세바스티앙에게 선위하여 퇴위하였고 상왕(上王)으로 전향하였지만 그 후에도 다시 요리사 분야로 재전향하여 복지 성향 식당 및 요리사 양성소 건립 등에 전념하였다.